# Dubăsari
Dubăsari is een gemeente - met stadstitel - in de Moldavische bestuurlijke eenheid (unitate administrativ-teritorială) Transnistrië.
Dubăsari telt 24.022 inwoners.

## Geboren
- Anna Odobescu (1991), zangeres